# Ятрановка
Ятра́новка (укр. Ятранівка) — село в Уманском районе Черкасской области Украины.
Почтовый индекс — 20361. Телефонный код — 4744.

## Население
Население по переписи 2001 года составляло 2604 человека.

### Языковой состав
Родной язык населения по данным переписи 2001 года:
| Язык       | Численность, чел. | Доля     |
| ---------- | ----------------- | -------- |
| Украинский | 2 310             | 88,71 %  |
| Русский    | 274               | 10,52 %  |
| Другое     | 20                | 0,77 %   |
| Итого      | 2 604             | 100,00 % |

## История
В 1946 г. указом ПВС УССР село Псяровка переименовано в Ятрановку

## Местный совет
20361, Черкасская обл., Уманский р-н, с. Ятрановка, ул. Комсомольская, 2а